# 38P/Stephan-Oterma
38P/Stephan-Oterma – kometa krótkookresowa, należąca do grupy komet typu Halleya. 

## Odkrycie
Kometa została odkryta 22 stycznia 1867 roku w Observatoire de Marseille we Francji przez Jérômiego Coggię. Jednak uważał on, że to nieskatalogowana mgławica. W okresie pierwszej obserwacji niebo pozostawało zachmurzone i tylko na chwilę 24 stycznia Édouard Stephan stwierdził, że obiekt się przemieścił. Stephan potwierdził swoje obserwacje następnego dnia i określił obiekt jako kometę. Została ona też nazwana jego nazwiskiem. Zupełnie niezależnie obserwował tę kometę 28 stycznia Wilhelm Tempel.
Ponownie obserwowała tę kometę 6 listopada 1942 roku fińska astronom Liisi Oterma. Również jej nazwisko otrzymała kometa.

## Orbita komety
Orbita komety 38P/Stephan-Oterma ma kształt elipsy o mimośrodzie 0,861. Jej peryhelium znajduje się w odległości 1,57 j.a., aphelium zaś 20,92 j.a. od Słońca. Jej okres obiegu wokół Słońca wynosi 37,72 roku, nachylenie do ekliptyki to wartość 17,98˚.
Kometa 38P/Stephan-Oterma była obserwowana w latach 1867, 1942 i 1980. Nie zaobserwowano pojawienia około roku 1908. Najbliższe zbliżenie do Ziemi nastąpi 17 grudnia 2018 roku, gdy kometa znajdzie się w odległości 0,77 j.a.